# Living Single
Living Single è una serie televisiva statunitense in 118 episodi trasmessi per la prima volta nel corso di 5 stagioni dal 29 agosto 1993 al 1º gennaio 1998.
È una sitcom incentrata sulle vicende di sei amici che condividono esperienze personali e professionali a Brooklyn. Durante la prima televisiva, Living Single è diventata una delle più popolari sitcom afro-americane del periodo. La serie fu prodotta da Yvette Lee Bowser in collaborazione con la Warner Bros. Television.

## Trama
Quattro donne e due uomini vivono la vita da single nel cuore di Brooklyn, New York, in due appartamenti nello stesso edificio. Un appartamento è condiviso da un trio di donne indipendenti e un altro da una coppia di amici maschi che si conoscono da quando hanno trascorso la loro giovinezza in Cleveland, Ohio. Nel primo appartamento, Khadijah James, redattrice di una rivista mensile, vive con la sua dolce ma ingenua cugina Synclaire James, un'aspirante attrice che lavora come sua segretaria, e con la sua amica d'infanzia di East Orange, New Jersey, Regina "Régine" Hunter, una single in costante ricerca di un uomo benestante con cui trascorrere la sua vita. In seguito, Régine diventa assistente ai costumi per una soap opera e lascia l'appartamento per andare a vivere con il suo fidanzato, Dexter Knight. Maxine "Max" Shaw, una spregiudicata avvocatessa e migliore amica di Khadijah dai tempi del college alla Howard University, frequenta spesso le tre donne e condivide con loro la sua giornata.
Kyle Barker vive nel secondo appartamento con Overton Wakefield Jones. Kyle è un attraente agente di cambio con un'attrazione sessuale per Maxine, mentre Overton è l'uomo della manutenzione per il proprietario dell'edificio e mostra un profondo affetto per Synclaire. Il rapporto tra Overton e Synclaire culmina nel matrimonio entro la fine della quarta stagione. Nella quinta stagione vanno a vivere insieme, lasciando l'appartamento a Kyle e a un nuovo personaggio, Roni DeSantos, una DJ di New York. Si viene poi a sapere che Roni DeSantos aveva avuto una storia con Ira Lee "Tripp" Williams III, un cantautore e nuovo coinquilino di Khadijah e Régine. Synclaire si unisce poi ad una troupe d'improvvisazione comica dove guadagna l'attenzione di Tony Jonas, della Warner Bros. Television che la lancia nel ruolo di una suora per una nuova sitcom che sta sviluppando. Nel finale della quinta e ultima stagione, Khadijah incontra un vecchio amico di infanzia, Scooter, per il quale lascia l'appartamento nell'ultimo episodio.

## Personaggi e interpreti

### Personaggi principali
- Khadijah James (117 episodi, 1993-1998), interpretata da Queen Latifah.
- Synclaire James-Jones (117 episodi, 1993-1998), interpretata da Kim Coles.
- Maxine 'Max' Felice Shaw (117 episodi, 1993-1998), interpretata da Erika Alexander.
- Overton 'Obie' Wakefield Jones (117 episodi, 1993-1998), interpretato da John Henton.
- Regine Hunter (113 episodi, 1993-1997), interpretata da Kim Fields.
- Kyle Barker (107 episodi, 1993-1998), interpretato da Terrence 'T.C.' Carson.

### Personaggi secondari
- Russell Montego (16 episodi, 1994-1997), interpretato da Shaun Baker.
- Laverne Hunter (13 episodi, 1993-1997), interpretato da Chip Fields.
- Ira Lee 'Trip' Williams (12 episodi, 1997-1998), interpretata da Mel Jackson.
- Terrence 'Scooter' Williams (10 episodi, 1993-1998), interpretato da Cress Williams.
- Ivan Ennis (8 episodi, 1995-1997), interpretato da Bumper Robinson.
- Jeffrey Higgins (4 episodi, 1994-1997), interpretato da Steven Gilborn.
- Rita James (4 episodi, 1994-1997), interpretata da Rita Owens.
- Rev. Leslie Taylor (4 episodi, 1996-1997), interpretato da Dorien Wilson.
- Keith (4 episodi, 1996), interpretata da Khalil Kain.
- Roni De Santos (4 episodi, 1997-1998), interpretata da Idalis DeLeon.

## Produzione
La serie, ideata da Yvette Lee Bowser, fu prodotta da SisterLee Productions e Warner Bros. Television e girata nel Columbia/Warner Bros. Ranch e nei Warner Brothers Burbank Studios a Burbank in California. Le musiche furono composte da Jamey Jazz e Stu Gardner.

### Registi
Tra i registi sono accreditati:
- Ellen Gittelsohn in 22 episodi (1994-1997)
- Ellen Falcon in 7 episodi (1993)
- Rae Kraus in 6 episodi (1995-1997)
- Gil Junger in 5 episodi (1996-1997)
- Chuck Vinson in 5 episodi (1997)
- John Bowab in 3 episodi (1994-1995)
- Jim Drake in 2 episodi (1993-1994)
- Henry Chan in 2 episodi (1994-1995)
- Rob Schiller in 2 episodi (1994)
- Otis Sallid in 2 episodi (1995-1996)
- Kim Fields in 2 episodi (1996-1997)
- Maynard C. Virgil I in 2 episodi (1996-1997)
- J.D. Lobue in 2 episodi (1997)

### Sceneggiatori
Tra gli sceneggiatori sono accreditati:
- Robert Horn in 7 episodi (1993-1996)
- Daniel Margosis in 7 episodi (1993-1996)
- Warren Hutcherson in 7 episodi (1994-1996)
- Yvette Lee Bowser in 5 episodi (1993-1997)
- Nastaran Dibai in 4 episodi (1994-1995)
- Jeffrey B. Hodes in 4 episodi (1994-1995)
- Becky Hartman Edwards in 3 episodi (1993-1995)
- Edward C. Evans in 3 episodi (1995-1997)
- Arthur Harris in 3 episodi (1995-1997)
- Eunetta T. Boone in 3 episodi (1995-1996)
- Jacque Edmonds in 3 episodi (1996-1997)
- Clayvon C. Harris in 3 episodi (1996-1997)
- Gene Miller in 3 episodi (1997)

## Distribuzione
La serie fu trasmessa negli Stati Uniti dal 29 agosto 1993 al 1º gennaio 1998 sulla rete televisiva Fox. È stata distribuita anche in Danimarca con il titolo Singles.

## Episodi
| Stagione         | Episodi | Prima TV USA | Prima TV Italia |
| ---------------- | ------- | ------------ | --------------- |
| Prima stagione   | 27      | 1993-1994    |                 |
| Seconda stagione | 27      | 1994-1995    |                 |
| Terza stagione   | 27      | 1995-1996    |                 |
| Quarta stagione  | 24      | 1996-1997    |                 |
| Quinta stagione  | 13      | 1997-1998    |                 |